# Goli
Goli (en népalais : गोली) est un comité de développement villageois du Népal situé dans le district de Solukhumbu. Au recensement de 2011, il comptait 2 228 habitants.